# Крековање (хемија)
Крековање (енгл. cracking - цепање) је разлагање молекула на више молекула са мањим бројем атома угљеника у молекулу. При реакцији крековања добијају се засићени и незасићени угљоводоници. Фракције нафте које имају вишу температуру кључања се подрвргавају крековању, да би се повећао принос бензина.

## Методи
Крековањем се разлажу велики молекули у мање путем термичког или каталитичког метода.
Процес термичког крековања следи хомолитички механизам у коме се хемијске везе симетрично раскидају и формирају се слободни радикали.
Процес каталитичког крековања се одвија у присуству киселих катализатора (обично чврстих киселина као што су силика-алумина и зеолити) који промовишу хетеролитичко (асиметрично) разлагање веза производећи парове јона супротног наелектрисања, обично карбокатјон и веома нестабилни хидридни анијон. Слободни радикали и катјони су веома нестабилни и подлежу процесу преуређења ланца, као и интра- и интермолекулском трансферу водоника, или хибридном трансферу. Код оба типа процеса, одговарајући реактивни интермедијари (радикали, јони) се перманентно регенеришу, и процес тече путем само-пропагирајућег ланчаног механизма. Ланчана реакција се коначно завршава рекомбинацијом радикала или јона.